# 山出保
山出 保（やまで たもつ、1931年（昭和6年）11月27日 - 2025年（令和7年）7月14日）は、日本の元政治家。石川県金沢市出身。石川県金沢市長（5期）、全国市長会会長（第26代）、石川県市長会会長、石川県中小企業団体中央会会長を歴任した。旭日重光章受章。

## 経歴
- 1931年 - 石川県石川郡崎浦村（現在の金沢市）に生まれる。
  - 金沢二中（現石川県立金沢錦丘高等学校）、金沢菫台高（現石川県立金沢商業高等学校）を卒業。
- 1954年 - 金沢大学法文学部卒業。同年8月に金沢市役所に入庁。
- 1972年 - 金沢市企業局営業課長に就任。
- 1973年 - 金沢市役所企画課長に就任。
- 1981年 - 同財政課長に就任。
- 1984年 - 同財政部長に就任。
- 1987年 - 助役に就任（1990年9月まで）。
- 1990年 - 金沢市長に就任。
- 2004年 - 日本都市計画学会石川賞を受賞。
- 2010年 - フランスのレジオンドヌール勲章シュヴァリエを受章[2]。
- 2010年 - 金沢市長選挙で6選を目指し社会民主党・国民新党・民主党石川県連の推薦を受けて出馬するも、元金沢市議会議員の新人山野之義に1,364票の僅差で敗れて落選し、5期20年間務めた金沢市長の職を退任。
- 2011年 - 秋の叙勲で旭日重光章を受章[3]。
- 2013年 - 金沢市名誉市民を受章[4]。石川県中小企業団体中央会会長に就任。
- 2015年 - 日本イコモス国内委員会から「日本イコモス賞」を授与[5]。
- 2025年 - 7月14日、肺炎のため死去[6][7]。93歳没。死没日付をもって正四位に叙された[8]。

## 在任中の政策
山出は市長在任中に様々な政策を実行してきた。中でも重点を置いてきたのが「歴史都市づくり」であった。住居表示制度で消滅した旧町名を復活させる「旧町名復活運動」を全国で先駆けて実施したことも知られている。これ以外にも、在任中には以下の政策も実施した。
- こまちなみ制度の創設
- ご当地ナンバーの導入（金沢ナンバー）
- 交通網の整備（金沢ふらっとバス、北鉄金沢駅の地下化など）
- 金沢駅東口の整備・再開発 - 1995年に策定した「金沢世界都市構想」の一環で整備され、東口に整備された「鼓門」というランドマークもそのひとつである[9]。
- 金沢市民芸術村の開設・金沢職人大学校の創設
- 美術館・博物館の整備（金沢21世紀美術館、金沢能楽美術館、泉鏡花記念館、室生犀星記念館、徳田秋聲記念館など）
- 香林坊地区の鞍月用水開渠整備事業

## 野々市町との合併構想
山出は金沢市と隣接する野々市町（現:野々市市）との合併を念頭にして、金沢市の政令指定都市への昇格を構想していた。
金沢市と野々市町の合併に関する歴史では、かつて、金沢市に隣接していた石川郡押野村が1956年1月1日に金沢市に編入合併して以来、金沢市の西南部地域では境界線が変更されただけである。また、野々市町に関しては、現在の町域が出来る前、郷村が村を二分して野々市町と松任町にそれぞれ編入合併した苦い経験を持っている。
合併特例法の運用期限が迫っていた2002年から金沢市と野々市町との合併論議が活発化した。単独市制指向を貫いていた当時の野々市町長安田彦三は金沢市との合併には消極的であり、2002年6月7日に金沢市の助役（当時）が野々市町との合併論議への参加を申し入れたが、単独市制指向を理由に会談を一度は拒否した。その後、白山麓の石川郡に属する各町村にも会談を申し入れるが、これらの町村は7月に合併要請を行った松任市との合併も検討することになる。
同年、安田は9月4日に石川県知事谷本正憲に対し山出との会談を受け入れる表明を行った。そして9月5日に、金沢市内のホテルで山出および安田との合併に関する会談が行われた。
会談では、山出が野々市町との合併で「互恵平等で力を合わせて行きたい」と政令指定都市移行を表明したのに対し、安田は「町を二分にすることはしたくない」として単独市制を主張。両者の会談は平行線のまま終了した。翌9月6日には野々市町議会は単独市制を決議し、白山麓の町村は同年10月21日に会談が行われたものの、「鶴来町と一体にしたい」ことを主張して同年12月10日には松任市との合併要請を受け入れることになり、金沢市周辺の自治体との合併構想は事実上収束することになった。
山出が進めてきた野々市町との合併構想に関しては、安田との会談が行われる前の2002年8月6日に森喜朗と会談を行った中で、森は「弱い町村長の気持ちが分かっていない」と野々市町を狙い撃ちしたことを批判し、性急な合併に苦言を呈していた。

## 著書
- 金沢の気骨 文化でまちづくり（北國新聞社、2013年）
  - この著書では、市内のラブホテルを買い取り緑地に転用したというエピソードが記されている[17]。
- 金沢を歩く[18]（岩波新書、2014年）
- 金沢らしさとは何か まちの個性を磨くためのトークセッション（北國新聞社、2015年）
- まちづくり都市 金沢[19]（岩波新書、2018年）